# Seconda guerra civile in Libia
La seconda guerra civile in Libia è stato un conflitto armato scoppiato in Libia nel 2014 tra due coalizioni e due governi rivali: da una parte il governo basato nella città orientale di Tobruch e sostenuto dalla Camera dei rappresentanti e dall'operazione Dignità del generale Haftar; dall'altra parte il governo internazionalmente riconosciuto basato nella capitale Tripoli e sostenuto dal Nuovo Congresso nazionale generale e dalla coalizione di Alba Libica. Entrambe le coalizioni riunivano diversi gruppi armati debolmente alleati tra loro. Dopo ottobre 2014 una terza forza, i militanti affiliati allo Stato Islamico (ISIS), ha fatto ingresso nella guerra, prendendo il controllo prima della città di Derna e poi di Sirte. A partire da marzo 2016, un accordo di pace negoziato sotto l'egida dell'ONU ha portato all'insediamento a Tripoli di un nuovo Governo di Accordo Nazionale internazionalmente riconosciuto, che ha la lealtà delle autorità e delle milizie dell'Ovest del paese ma non ha ancora ottenuto l'appoggio della Camera dei rappresentanti di Tobruch e del generale Haftar.
Sin dalle prime fasi della guerra, l'Egitto e gli Emirati Arabi Uniti hanno sostenuto il generale Haftar, intervenendo anche con attacchi aerei contro Alba Libica e contro l'ISIS. Il Qatar e la Turchia hanno aiutato Alba Libica. Dal 2016, un crescente coinvolgimento delle potenze occidentali ha visto lo schieramento di forze speciali e bombardamenti statunitensi contro l'ISIS a Sirte. Nel 2020 la Turchia ha inviato un vasto contingente di uomini e mezzi a supporto del Governo di accordo nazionale. Il 23 ottobre 2020 la Commissione Militare Libica Congiunta 5+5 che rappresenta i due governi rivali ha raggiunto un "accordo per un cessate il fuoco permanente su tutte le aree della Libia", entrato in vigore immediatamente, che prevedeva il ritiro di tutte le truppe straniere dalla Libia in tre mesi, e lo stabilimento di una forza di polizia congiunta per il pattugliamento delle aree contese; a partire da quello stesso giorno sono ripresi anche i voli commerciali tra Tripoli e Bengasi. Il 10 marzo 2021 è stato formato un governo di unità nazionale ad interim, nelle more delle elezioni generali libiche previste per il dicembre 2021.

## Antefatti
Le conseguenze della prima guerra civile libica sono state caratterizzate da un marcato cambiamento dell'ordine politico e sociale dopo il rovesciamento e l'uccisione di Muʿammar Gheddafi il 20 ottobre 2011. Il Paese è stato soggetto a perdurante proliferazione delle armi, violenza settaria e caos politico, con ricadute sui Paesi circostanti tra cui il Mali, dove l'afflusso di armi e combattenti provenienti dalla Libia ha provocato lo scoppio di una guerra civile nel 2012. Dalla sconfitta delle forze gheddafiane, la Libia è stata lacerata tra numerose milizie armate rivali di ex ribelli affiliate a regioni, città e tribù, mentre il governo centrale è stato debole e incapace di stabilire la sua autorità sul Paese. In assenza di un esercito organizzato, le milizie armate degli ex ribelli hanno continuato ad affermare il loro ruolo di "guardiani della rivoluzione", e un conflitto a bassa intensità tra milizie rivali è continuato nel 2012 e nel 2013 con circa 500 morti all'anno.
Il 7 luglio 2012, i libici votarono nella loro prima elezione parlamentare dalla fine del precedente regime. L'8 agosto 2012, il Consiglio Nazionale di Transizione cedette ufficialmente il potere all'interamente eletto Congresso nazionale generale (GNC), cui fu affidato l'incarico di formare un governo ad interim e di stendere una nuova Costituzione da approvare in un referendum generale.
L'11 settembre 2012, militanti di Ansar al-Shari'a attaccarono il consolato statunitense a Bengasi, uccidendo l'ambasciatore americano in Libia Christopher Stevens e altre tre persone. L'incidente suscitò sdegno negli Stati Uniti e in Libia.
Il 14 ottobre 2012, il Congresso nazionale generale elesse l'ex membro del GNC e avvocato per i diritti umani Ali Zeidan come Primo ministro.  L'11 marzo 2014, essendo stato sfiduciato dal GNC per non essere riuscito a fermare una nave carica di petrolio non autorizzata a salpare, Zeidan si dimise, e fu rimpiazzato dal Primo ministro Abdullah al-Thani.

## Cronologia degli eventi

### La formazione di due governi rivali (maggio – ottobre 2014)
All'inizio del 2014, la Libia era governata dal Congresso nazionale generale (GNC), eletto con un mandato di 18 mesi nel luglio 2012. Da allora, i partiti islamisti avevano preso il controllo dell'assemblea, prevalendo sulla maggioranza centrista e liberale, ed eleggendo Nuri Busahmein come presidente del GNC nel giugno 2013. Nel dicembre 2013, il GNC vota per applicare una variante della Sharia e decide di estendere il suo mandato per un anno fino al dicembre 2014.
Il 14 febbraio 2014, il generale Khalifa Haftar, che aveva servito sotto il precedente regime di Muʿammar Gheddafi, richiede la dissoluzione del GNC e la formazione di un governo ad interim che presieda nuove elezioni, minacciando un colpo di Stato.
Il 16 maggio 2014, le forze leali al generale Haftar lanciano unilateralmente un'offensiva terrestre e aerea su larga scala chiamata operazione Dignità (in arabo عملية الكرامة‎?; Amaliya al-Karamah) contro i gruppi armati islamisti (tra cui Ansar al-Shari'a) a Bengasi, promettendo di liberare il Paese dalla violenza delle milizie islamiste. Il primo ministro al-Thani sconfessa l'operazione, condannandola come illegale e come un tentato colpo di Stato. Due giorni dopo, le milizie di Zintan alleate con Haftar attaccano la sede del parlamento a Tripoli per ottenerne la dissoluzione.
Il Congresso nazionale generale è quindi costretto a indire nuove elezioni per un nuovo parlamento di 200 membri, la Camera dei rappresentanti. Le elezioni si tengono il 26 giugno, in collegi in cui, a differenza delle precedenti elezioni del 2012, non possono presentarsi liste elettorali di partito, ma solo candidati indipendenti. 12 membri non possono essere eletti poiché alcuni seggi rimangono chiusi a causa delle violenze, e in tutto il Paese solo il 18% dell'elettorato (circa 630 000 persone) si reca a votare. I risultati elettorali, annunciati il 21 luglio, vedono una decisiva sconfitta degli islamisti predominanti nel precedente parlamento e un'affermazione dei candidati liberali e federalisti. In base alle regole elettorali, il nuovo parlamento dovrebbe riunirsi nella città di Bengasi anziché nella capitale Tripoli, come segno di avvicinamento delle istituzioni alla metà orientale del Paese; tuttavia, la maggior parte dei parlamentari, ritenendo Bengasi troppo pericolosa a causa dei combattimenti in corso tra Haftar e le milizie islamiste, preferisce riunirsi a Tobruch, sotto il controllo del generale Haftar. Trenta deputati ostili alla nuova maggioranza, tra cui islamisti e misuratini, decidono quindi di boicottare il nuovo parlamento, alla cui inaugurazione a Tobruch, avvenuta il 4 agosto, si presentano solo 153 membri su 188 eletti.
Precedentemente, il 13 luglio 2014, temendo i risultati elettorali, alcune milizie islamiste di Tripoli (in particolare la Camera Operativa dei Rivoluzionari Libici) e le milizie di Misurata avevano lanciato l'operazione Alba Libica per sottrarre il controllo dell'aeroporto internazionale di Tripoli alle milizie di Zintan (alleate con il generale Haftar), che lo controllavano dalla fine del 2011. Il 23 agosto, nonostante l'intervento militare degli Emirati Arabi Uniti, che bombardano le posizioni di Alba Libica, le milizie di Zintan sono costrette a ritirarsi dall'aeroporto e da Tripoli. Due giorni dopo, il 25 agosto, su richiesta di Alba Libica, 94 membri del vecchio Congresso nazionale generale, tra cui coloro che avevano boicottato la Camera dei rappresentanti di Tobruch a inizio agosto, si riuniscono nuovamente come Nuovo Congresso nazionale generale e si proclamano parlamento legittimo al posto della Camera dei rappresentanti recentemente eletta, con Tripoli come loro capitale politica, Nuri Busahmein presidente e Omar al-Hasi primo ministro.
Anche il governo sostenuto dalla Camera dei rappresentanti di Tobruch, presieduto dal riconfermato al-Thani, è quindi costretto a trasferirsi da Tripoli all'Est del Paese agli inizi di settembre. La Camera dei rappresentanti e il governo di al-Thani si allineano progressivamente alle forze precedentemente autonome di Haftar, appoggiando ufficialmente l'operazione Dignità in ottobre, e nominando infine Haftar capo del ricostituendo esercito libico nel marzo 2015.
Il paese risulta così diviso tra due governi rivali, con Tripoli e Misurata controllate da forze leali ad Alba Libica e al nuovo GNC di Tripoli, mentre la comunità internazionale riconosce il governo di Abdullah al-Thani e il suo parlamento a Tobruch. Bengasi rimane contesa tra le forze filo-Haftar e gli islamisti radicali di Anṣār al-Sharīʿa. In settembre, il Rappresentante speciale dell'ONU Bernardino León avvia un nuovo processo di dialogo politico in Libia, per ottenere una soluzione diplomatica e non militare al conflitto e favorire la creazione di un governo di unità nazionale.  Il 6 novembre, la corte suprema di Tripoli ordina lo scioglimento della Camera dei rappresentanti, dichiarandola illegittima. La Camera dei rappresentanti rifiuta la sentenza, sostenendo che sia stata emessa "sotto minaccia", e la comunità internazionale continua a riconoscere come legittimi il parlamento e il governo di Tobruch.

### La lotta per il petrolio e la comparsa dell'ISIS (ottobre 2014 - aprile 2015)
Il 3 ottobre, a Derna, una formazione islamista radicale, il Consiglio consultivo dei giovani islamici (Majlis Shura Shabab al-Islam), attivo a Derna da aprile, dichiara la propria affiliazione al cosiddetto Stato Islamico (ISIS) di Abu Bakr al-Baghdadi, proclamando il territorio sotto il suo controllo nella città come parte del "califfato" proclamato da al-Baghdadi a Mosul nel giugno 2014. Un altro gruppo ribelle islamista di Derna, la brigata dei martiri di Abu Salim, prende le distanze dal proclama del Consiglio, dichiarando che non si sarebbe affiliato ad alcun gruppo al di fuori della Libia.

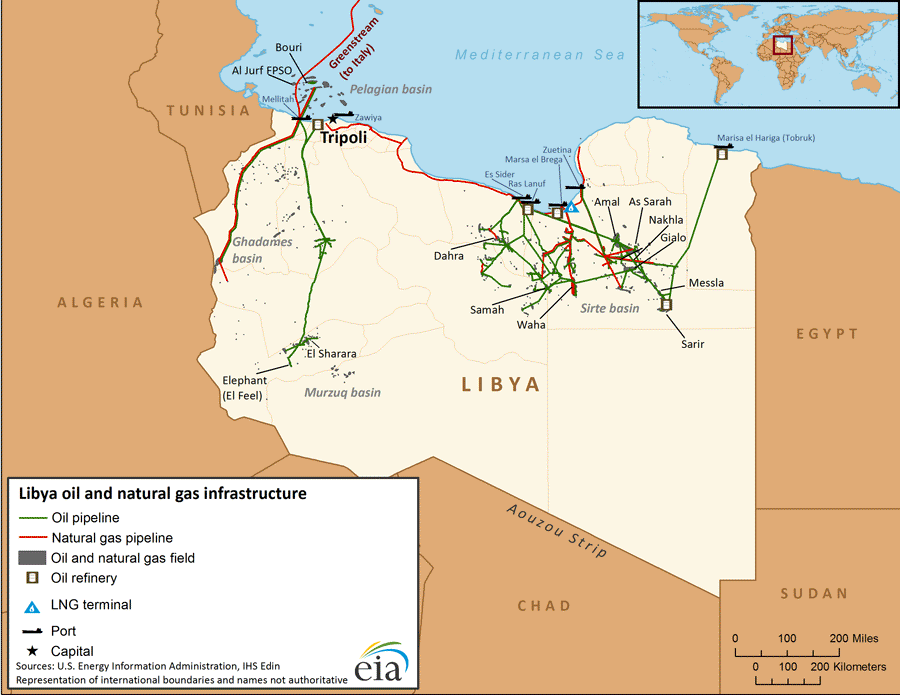
Giacimenti di petrolio e gas in Libia: in verde gli oleodotti, in rosso i gasdotti (mappa del Dipartimento dell'Energia degli USA)

In novembre, milizie Tuareg sostenute dal governo di Tripoli e da milizie di Misurata strappano ai Tebu il controllo del grande campo petrolifero di Sharara, nel Sud-ovest della Libia; per rappresaglia, le milizie di Zintan, alleate coi Tebu, chiudono l'oleodotto che trasporta il petrolio di Sharara ai terminal del nord, causando l'interruzione della produzione di 300 000 barili di petrolio al giorno.
Il 27 dicembre, le milizie di Misurata lanciano un'offensiva per strappare il controllo dei porti di Sidra e Ras Lanuf, tra i più importanti in Libia per l'esportazione del petrolio, alla Guardia degli impianti petroliferi (PFG) del leader federalista Ibrahim Jadran, alleata con il governo di Tobruch. L'offensiva non ha successo e le forze di Misurata si ritirano da Sidra a fine marzo 2015, ma la distruzione delle infrastrutture attorno a Sidra ferma la produzione nei campi petroliferi che riforniscono il terminal.
Il 27 gennaio, i miliziani fedeli all'ISIS rivendicano un attentato all'hotel Corinthia di Tripoli, in cui muoiono cinque libici e cinque stranieri. L'8 febbraio, con l'aiuto di membri di Anṣār al-Sharīʿa, i jihadisti dell'ISIS prendono il controllo di Nofaliya, a est di Sirte, e il 13 febbraio entrano a Sirte, impadronendosi di una TV e di due radio locali. Il 14 febbraio l'ambasciata italiana a Tripoli, l'ultima rappresentanza occidentale ancora attiva, viene evacuata. In risposta all'avanzata dell'ISIS, i ministri degli Esteri e della Difesa italiani, Gentiloni e Pinotti, prospettano un possibile intervento militare italiano, la cui imminenza viene però smentita dal Presidente del Consiglio, Matteo Renzi.
Il 15 febbraio, i miliziani dell'ISIS in Libia pubblicano un video raffigurante la decapitazione di ventuno cristiani copti egiziani che il gruppo aveva precedentemente rapito a Sirte. Il giorno seguente, in risposta alle uccisioni, l'Egitto, che fino a quel momento aveva fornito supporto indiretto al generale Haftar, interviene direttamente nel conflitto, eseguendo degli attacchi aerei contro obiettivi dello Stato Islamico a Derna, in coordinazione col governo di Tobruch. Il Consiglio di Sicurezza dell'ONU respinge però una bozza di risoluzione dell'Egitto, tesa a legittimare l'appoggio militare al governo di Tobruch nel conflitto libico e la rimozione, limitatamente al governo di Tobruch stesso, dell'embargo sulle armi, in vigore dal 2011. Gli Stati occidentali, in particolare, reiterano il loro sostegno al processo di pace per la formazione di un governo di unità nazionale, di contro al sostegno unilaterale dell'Egitto al governo di Tobruch. Per rappresaglia contro gli attacchi egiziani, il 20 febbraio l'ISIS esegue degli attentati suicidi nella città orientale di Gubba, tra Tobruch e Beida, uccidendo almeno 40 persone.
A fine marzo 2015, le milizie di Misurata si ritirano da Ben Giauad, dove avevano stabilito una base nell'offensiva contro il terminal petrolifero di Sidra. Il ritiro è motivato dall'esigenza di concentrare lo sforzo bellico contro le milizie dell'ISIS a Sirte.
Il 18 aprile 2015, un barcone carico di migranti si rovescia in prossimità della costa libica, provocando oltre 700 morti in una delle più grandi stragi di migranti nel Mediterraneo. In reazione, l'Unione europea lancia, tra l'altro, l'Operazione Sophia, un'operazione militare nel Mediterraneo centrale finalizzata a contrastare i trafficanti di migranti; l'operazione avviene in acque internazionali, ma viene previsto che la sua fase finale possa comportare anche interventi contro i trafficanti di migranti nelle acque e sul suolo della Libia, previo consenso dell'ONU e del governo libico.

### L'espulsione dell'ISIS da Derna e il suo consolidamento a Sirte (maggio - novembre 2015)
Tra fine maggio e inizio giugno, le forze affiliate allo Stato Islamico a Sirte lanciano una nuova offensiva contro le forze di Misurata a ovest e sud di Sirte, conquistando l'aeroporto civile e militare di al-Gardabiya a sud di Sirte e attaccando un posto di blocco alla periferia di Misurata. A inizio giugno, l'ISIS conquista il villaggio di Harawa, a est di Sirte. Il radicamento dell'ISIS a Sirte, città natale di Gheddafi, è favorito da defezioni dall'ala locale di Ansar al-Sharia, attiva a Sirte dal giugno 2013, e dal sostegno di ex lealisti gheddafiani, emarginati in seguito alla guerra civile del 2011, in modo simile agli ex baathisti in Iraq.
L'avanzata dell'ISIS nell'area di Sirte è controbilanciata dall'espulsione delle forze dell'ISIS da buona parte di Derna, loro prima roccaforte in Libia, il 14 giugno 2015, dopo cinque giorni di violenti scontri con il Consiglio consultivo dei mujaheddin di Derna, una coalizione di gruppi armati jihadisti non affiliati allo Stato Islamico, tra cui la Brigata dei martiri di Abu Salim. Si manifesta così anche in Libia il fenomeno, già osservato nella guerra civile siriana sin dal gennaio del 2014, dello scontro tra gruppi jihadisti diversi per ideologia e strategia, in particolare tra l'ISIS e i gruppi vicini ad al-Qaida.
Oltre a intensificare le loro offensive in Libia, i militanti libici dell'ISIS sono sospettati di essere coinvolti negli attacchi nella confinante Tunisia, colpita dall'attentato al museo nazionale del Bardo a marzo e dall'attentato di Susa a giugno, eseguiti da attentatori sospettati di essersi addestrati in un campo di addestramento dell'ISIS a Sabrata, vicino al confine con la Tunisia.
Nella notte tra il 14 e il 15 giugno, un attacco aereo degli Stati Uniti nei pressi di Agedabia, coordinato con il governo libico di Tobruch e diretto contro il terrorista algerino Mokhtar Belmokhtar, porta all'uccisione di sette militanti legati ad al-Qaida e Ansar al-Sharia, tra cui, secondo fonti del governo di Tobruch smentite dagli jihadisti, lo stesso Belmokhtar.
Nella seconda metà del 2015, i militanti dell'ISIS consolidano la propria presenza a Sirte, reprimendo violentemente una rivolta di matrice salafita scoppiata in agosto e mantenendo stretti contatti con la leadership dell'ISIS in Iraq e Siria, la quale, sotto la pressione dell'intervento militare internazionale in Mesopotamia, vede nelle province libiche un territorio in cui potersi ritirare in caso di ulteriori sconfitte. Il 13 novembre, gli Stati Uniti effettuano un attacco aereo nei pressi di Derna diretto contro Abu Nabil al Anbari, emissario iracheno di al-Baghdadi in Libia, nel loro primo attacco contro l'ISIS in Libia. Al Anbari viene ucciso nell'attacco.

### Il rilancio del processo di pace e le ipotesi di intervento militare occidentale (dicembre 2015 - febbraio 2016)
Nel corso del 2015, i colloqui di pace tra i due parlamenti rivali tenuti sotto l'egida dell'ONU procedono a rilento, a causa della presenza di gruppi oltranzisti in entrambi gli schieramenti. Il 5 ottobre, la Camera dei rappresentanti di Tobruch, eletta nel giugno 2014, vota per estendere il proprio mandato oltre la scadenza del 20 ottobre. L'8 ottobre, l'inviato speciale dell'ONU Bernardino León annuncia che Fayez al-Sarraj sarà nominato primo ministro di un nuovo governo di unità nazionale che dovrebbe ricevere il voto favorevole dei due parlamenti. Il 17 novembre, il diplomatico tedesco Martin Kobler sostituisce lo spagnolo León come inviato speciale dell'ONU, dopo uno scandalo scoppiato a causa della decisione di León di accettare un incarico dagli Emirati Arabi Uniti, sostenitori del governo di Tobruch nel conflitto libico. Pochi giorni dopo un'ampia conferenza di pace svoltasi a Roma il 13 dicembre, cui partecipano rappresentanti di numerosi Stati e una delegazione dei due parlamenti libici, l'accordo di pace (detto LPA, Libyan Political Agreement) per la formazione di un governo di unità nazionale negoziato sotto l'egida dell'ONU viene firmato a Skhirat (Marocco) il 17 dicembre da numerosi membri dei due parlamenti libici, senza però un voto favorevole da parte dei parlamenti stessi, a causa dell'opposizione dei due presidenti Nuri Busahmein e Aguila Saleh Issa. Fayez al-Sarraj viene quindi posto a capo di un Consiglio presidenziale (PC) di nove membri, facente funzione di Capo di Stato, e viene incaricato di formare entro 30 giorni un nuovo governo, riconosciuto dalla comunità internazionale, che ottenga la fiducia della Camera dei rappresentanti e si insedi nuovamente a Tripoli. Il 23 dicembre, il Consiglio di Sicurezza dell'ONU riconosce all'unanimità il futuro governo di unità nazionale come solo governo legittimo della Libia e invita gli Stati membri a rispondere a eventuali richieste di assistenza del nuovo governo per stabilizzare la Libia.
Tra il 4 e il 5 gennaio 2016, l'ISIS lancia un'offensiva a est di Nofaliya per catturare i porti petroliferi di Sidra e Ras Lanuf, ancora controllati dal PFG di Jadran e chiusi da oltre un anno, a causa dei precedenti combattimenti tra il PFG e le forze di Alba Libica. L'offensiva dell'ISIS viene respinta, ma l'ISIS si impadronisce della cittadina di Ben Giauad, a ovest di Sidra. Il 7 gennaio, un attacco suicida contro un'accademia delle forze di polizia a Zliten (tra Tripoli e Misurata, sotto il controllo del GNC) uccide 65 persone. Della responsabilità dell'attentato, uno dei più gravi nella storia recente della Libia, viene sospettato l'ISIS.
Le nuove offensive dell'ISIS in Libia rendono sempre più insistenti le voci di un imminente intervento militare occidentale contro l'ISIS da parte di Stati Uniti, Francia, Italia e Regno Unito, su richiesta del futuro governo di unità nazionale o anche unilateralmente; già da tempo vengono segnalati voli di ricognizione e la presenza di forze speciali occidentali sul terreno per condurre operazioni di sorveglianza e prendere contatti con le milizie locali.
Il 19 gennaio, a Tunisi, al-Sarraj annuncia la formazione di un governo di 32 membri, detto Governo di Accordo Nazionale (GNA), che deve ricevere l'approvazione della Camera dei rappresentanti di Tobruch per poi insediarsi a Tripoli. Il 25 gennaio, la Camera dei rappresentanti nega la fiducia al governo, dando mandato ad al-Sarraj di formarne uno nuovo con un numero inferiore di membri. Vota invece a favore dell'accordo di pace (LPA), rifiutando però l'articolo che conferisce al Consiglio presidenziale il potere di rimuovere i vertici militari, tra cui Haftar. Il 14 febbraio, da Skhirat, al-Sarraj propone una nuova lista di 18 ministri.

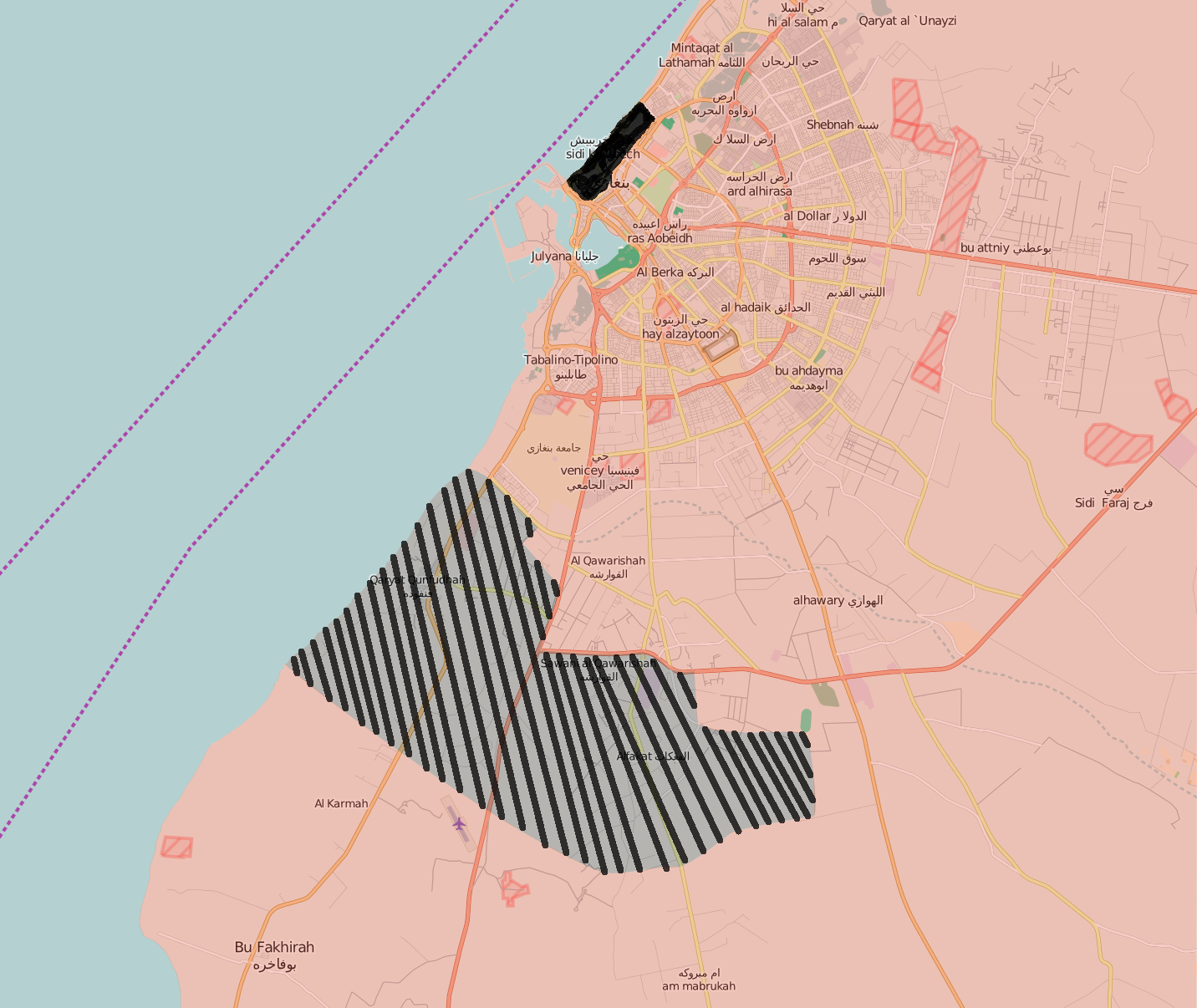
Situazione a Bengasi a marzo 2016: in rosso le zone controllate dall'LNA, in nero e grigio le zone controllate dai jihadisti dell'ISIS e del Consiglio consultivo dei rivoluzionari di Bengasi

Il 19 febbraio, un attacco aereo statunitense colpisce un campo di addestramento dell'ISIS nei pressi di Sabrata, uccidendo 41 persone, in maggioranza tunisini, tra cui, probabilmente, un militante tunisino legato agli attentati al museo nazionale del Bardo e a Susa in Tunisia l'anno precedente. Il 21 febbraio, l'esercito nazionale libico (LNA) annuncia di aver liberato la città di Agedabia dagli jihadisti e di aver ripreso il controllo di diverse aree di Bengasi a lungo contese con Anṣār al-Sharīʿa e ISIS. Fonti libiche sostengono che forze speciali francesi da due mesi aiutino l'esercito nazionale libico a Bengasi; ciò potrebbe spiegare il successo dell'offensiva del LNA dopo quasi due anni dall'inizio della campagna del generale Haftar.

### L'insediamento del Governo di Unità Nazionale (marzo - aprile 2016)
Il 12 marzo, il Consiglio Presidenziale, ancora basato a Tunisi, chiede alla comunità internazionale di interrompere i rapporti con il governo di Tobruch e di riconoscere il governo di Serraj come il solo legittimo, sulla base del sostegno espresso da un centinaio di deputati della Camera dei rappresentanti, nonostante la mancanza di un voto formale di fiducia da parte del parlamento. Il 14 marzo, il Consiglio di Sicurezza dell'ONU invita gli Stati membri a cessare il sostegno e i contatti ufficiali con i due governi libici paralleli al governo di accordo nazionale. Il 30 marzo, i membri del governo di unità nazionale arrivano finalmente dalla Tunisia a Tripoli in nave, insediandosi in una base navale vicino al porto, nonostante l'opposizione del primo ministro del governo islamista di Tripoli, Khalifa Ghwell.
Il 1º aprile, il Consiglio dell'Unione europea approva sanzioni contro Aguila Saleh Issa (presidente della Camera dei rappresentanti di Tobruch), Khalifa Ghwell (primo ministro di Tripoli) e Nuri Busahmein (presidente del nuovo GNC di Tripoli), a causa della loro continua opposizione all'implementazione dell'accordo di pace del 17 dicembre 2015 e alla formazione del governo di unità nazionale. Il 5 aprile, il governo islamista di Tripoli annuncia il suo scioglimento (nonostante la smentita, due giorni dopo, da parte di Khalifa Ghwell), e circa 70 membri del Nuovo Congresso nazionale generale (GNC) votano per adottare l'accordo di pace del 17 dicembre (LPA) e formare, conformemente a esso, il Consiglio di Stato, previsto dall'LPA come camera alta del nuovo parlamento libico, composta dagli ex membri del GNC. Presidente del Consiglio di Stato viene eletto il misuratino Abdurrahman Sewehli. Nel corso di aprile, mentre le vecchie autorità e i gruppi armati di Tripoli e della Libia occidentale, che precedentemente sostenevano il Congresso nazionale generale, lentamente cedono il potere e dichiarano il loro appoggio al governo di accordo nazionale, la Camera dei rappresentanti di Tobruch, prevista dall'LPA come camera bassa del nuovo parlamento libico, continua a rimandare l'approvazione del voto di fiducia al governo di accordo nazionale. La frattura tra Ovest ed Est del Paese minaccia quindi di non ricomporsi, dal momento che le autorità dell'Est del Paese (l'esercito nazionale libico di Haftar e il governo di Tobruch) si pongono in competizione con il governo di accordo nazionale di Tripoli per l'esportazione del petrolio libico e per una nuova offensiva contro l'ISIS a Sirte.

### L'offensiva contro l'ISIS (maggio - agosto 2016)
Il 21 aprile, i combattenti dell'ISIS ancora presenti nei dintorni di Derna dopo essere stati espulsi dalla città nel giugno 2015 vengono definitivamente sconfitti e costretti a ritirarsi verso Sirte; i combattimenti a Derna però proseguono tra il Consiglio consultivo dei mujaheddin, in controllo della città, e le forze leali al generale Haftar. A ovest di Sirte, l'ISIS continua i suoi attacchi contro le milizie di Misurata (che hanno dichiarato il loro appoggio al governo di unità nazionale), conquistando la città di Abu Grain, a sud di Misurata, il 5 maggio, ma perdendone nuovamente il controllo dopo due settimane. A fine maggio, la Guardia delle installazioni petrolifere (che ha anch'essa dichiarato il suo sostegno al governo di unità nazionale, distaccandosi dal governo di Tobruch, nonostante fosse stata precedentemente in conflitto con le milizie di Misurata) lancia un'offensiva contro l'ISIS a est di Sirte, riconquistando le città di Ben Giauad e di Nofaliya (prese dall'ISIS a gennaio 2016 e febbraio 2015, rispettivamente). Contemporaneamente, anche le milizie di Misurata, da ovest, passano al contrattacco contro l'ISIS e riescono ad avanzare in profondità verso Sirte, arrivando a soli 15 km dalla città il 29 maggio. Il 4 giugno, viene riconquistato l'aeroporto di al-Ghardabiya a sud di Sirte, preso dall'ISIS a maggio 2015. Il 9 giugno, il PFG riconquista Harawa (presa dall'ISIS un anno prima), mentre le forze di Misurata entrano a Sirte, dando inizio a un lungo assedio delle rimanenti forze dell'ISIS asserragliate nel centro della città. Il repentino successo dell'offensiva contro l'ISIS, che in tre settimane perde quasi tutti i territori libici sotto il suo controllo dopo essere stato all'offensiva fino alla metà di maggio, sorprende gli osservatori internazionali, che elencano una serie di fattori alla base del successo: tra questi, la sopravvalutazione della consistenza numerica, del radicamento territoriale e della solidità finanziaria dell'ISIS in Libia; l'efficace coordinazione tra forze di Misurata e PFG sotto l'egida del Governo di Accordo Nazionale; e l'aiuto di forze speciali occidentali (statunitensi e britanniche).
Il 18 giugno, scoppiano nuovamente scontri tra l'LNA di Haftar e un nuovo gruppo armato islamista (chiamato Brigate di Difesa di Bengasi, BDB) nei pressi di Agedabia. Il 17 luglio, le Brigate di Difesa di Bengasi rivendicano l'abbattimento di un elicottero vicino a Bengasi: nello schianto muoiono tre soldati francesi, nella prima conferma ufficiale della presenza di forze speciali francesi a fianco di Haftar a Bengasi. In reazione, la Francia bombarda le posizioni delle milizie islamiste nei pressi di Bengasi, mentre il Governo di Accordo Nazionale critica la presenza di truppe francesi in sostegno di Haftar, denunciandola come violazione della sovranità libica.
Il 1º agosto, su richiesta del Governo di Accordo Nazionale, gli Stati Uniti iniziano attacchi aerei contro le posizioni dell'ISIS a Sirte, per aiutare le milizie che sostengono il governo a rompere lo stallo nell'assedio alla città. Si tratta della prima campagna aerea prolungata degli USA contro l'ISIS in Libia, precedentemente colpito da attacchi statunitensi isolati a Derna nel novembre 2015 e a Sabrata nel febbraio 2016. Il 10 agosto, le milizie libiche riconquistano il centro congressi Ouagadougou di Sirte, usato dall'ISIS come suo quartier generale; l'ISIS mantiene tuttavia il controllo di alcuni quartieri residenziali nella città, dove continua a resistere nei mesi seguenti. Il 13 settembre, l'Italia annuncia l'apertura di un ospedale militare a Misurata, con lo schieramento di 300 uomini, tra cui 65 medici e 100 militari di protezione, per fornire assistenza sanitaria alle forze impegnate nella battaglia contro l'ISIS a Sirte. Si tratta del primo schieramento ufficiale di truppe occidentali (escluse le forze speciali) in Libia dall'inizio della seconda guerra civile.
Il 6 dicembre, le forze leali al GNA annunciano di aver completato la riconquista di Sirte, dopo aver sconfitto gli ultimi combattenti dell'ISIS. Di conseguenza, l'ISIS non controlla più alcun territorio in Libia, sebbene numerosi combattenti, abbandonata Sirte, rimangano attivi nel Paese: il 19 gennaio 2017, gli USA bombardano nuovamente un campo dell'ISIS nei pressi di Sirte.

### La debolezza del Governo di Accordo Nazionale (settembre 2016 - febbraio 2017)
Nonostante i successi ottenuti nell'offensiva contro l'ISIS a Sirte, il Governo di Accordo Nazionale di Sarraj non riesce a rafforzare la propria autorità, a causa della perdurante crisi economica e del mancato appoggio al suo governo da parte del generale Haftar. Il 22 agosto 2016, la Camera dei rappresentanti a Tobruch nega la fiducia al Governo di Accordo Nazionale, per la seconda volta dopo il voto del gennaio precedente.
L'11 settembre, l'Esercito Nazionale Libico (LNA) di Haftar lancia un attacco improvviso contro quattro porti della mezzaluna petrolifera (Sidra, Ras Lanuf, Brega e Zueitina), sottraendone il controllo alla Guardia degli impianti petroliferi (PFG) di Jadran, che si ritira opponendo scarsa resistenza. Si tratta del primo scontro su larga scala tra Haftar e le forze allineate al Governo di Accordo Nazionale (con cui la PFG aveva stipulato in luglio un accordo per riaprire i porti così da permettere al GNA di riprendere le esportazioni di petrolio). Tuttavia, nonostante il rischio di escalation, nelle settimane seguenti alla presa dei porti Haftar stringe a sua volta un accordo con la National Oil Corporation di Tripoli per riprendere le esportazioni di petrolio, e il 21 settembre le esportazioni di petrolio da Ras Lanuf riprendono per la prima volta dal novembre 2014, con la partenza di una petroliera verso l'Italia. Haftar approfitta del momento a lui favorevole per spingersi verso ovest: il 18 settembre la PFG lancia un contrattacco per riprendere i porti di Sidra e Ras Lanuf, ma viene respinta dall'LNA, che sfrutta l'occasione per catturare anche Ben Giauad; il 21 settembre, l'LNA occupa anche Harawa.
Oltre che dallo schieramento di Tobruch a est, il Governo di Accordo Nazionale è insidiato anche a Tripoli dall'ex premier tripolino Khalifa Ghwell, che il 14 ottobre tenta un golpe occupando con alcune milizie l'hotel usato dall'Alto Consiglio di Stato.
La Russia, già impegnata a sostenere Assad nella guerra civile siriana, segnala un crescente interesse ad appoggiare Haftar in Libia, e il 29 novembre Haftar incontra le autorità russe a Mosca per chiedere sostegno militare. L'Italia continua a sostenere il governo di Sarraj, riaprendo per prima tra i Paesi occidentali la propria ambasciata a Tripoli il 10 gennaio, dopo due anni dalla chiusura, mentre l'11 gennaio 2017 Haftar viene invitato sulla portaerei russa Admiral Kuznecov nel Mediterraneo.
Il 7 dicembre, l'LNA di Haftar respinge una nuova offensiva contro la mezzaluna petrolifera da parte di milizie islamiste (il "Consiglio consultivo dei rivoluzionari di Bengasi" e le "Brigate di Difesa di Bengasi") e forze leali a Jadran e al Ministro della Difesa del GNA Barghathi (nonostante il GNA stesso prenda le distanze dall'offensiva). L'LNA compie ripetuti bombardamenti contro la città di Bengasi, nei quartieri costieri di Suq Al-Hut e al-Sabri, costringendo il gruppo terroristico Wilayat Barqa, insediatovisi nel 2014 come ramo libico dell'ISIS, a lasciare la città.
Il 12 gennaio 2017, le milizie leali al GNS di Khalifa Ghwell, composto dai membri islamisti dell'ex Congresso nazionale generale eletto nel 2012, tentano di occupare la sede del Ministero della Difesa a Tripoli. Il 21 gennaio un'autobomba esplode vicino all'ambasciata italiana appena riaperta. La "Forza Speciale di Deterrenza (RADA)", milizia di Tripoli leale al GNA, accusa l'LNA di Haftar di essere responsabile.
Il 9 febbraio 2017, per contrapporsi alla Guardia Presidenziale del GNA, le milizie leali al GNS di Khalifa Ghwell si riuniscono a Tripoli nella "Guardia Nazionale Libica" (LNG), sotto il comando del colonnello Mahmud al-Zigal. Il GNA dichiara illegale tale formazione, composta principalmente da milizie di Misurata che avevano fatto parte già della coalizione "Alba Libica" (come la "Brigata al-Marsa" comandata da Salah Badi, e la "Brigata Sherikhan"), nonché da milizie berbere delle città di Khoms, Zliten, Msallata, Sabrata, Surman, Ubari, Jumayl, Zauiya e Garian.  La LNG si stabilisce nel quartiere meridionale Salahadin, mentre la milizia "Salah al-Burki" nel limitrofo Abu Salim. L'11 febbraio la milizia leale al GNA "Battaglione dei Rivoluzionari di Tripoli" comandata da Haithem Tajuri si scontra con la milizia della LNG "Brigata Sherikhan" nel quartiere Salahadin; il 24 febbraio si scontra con la milizia "Salah al-Burki" nel quartiere Abu Salim.
Il 16 febbraio Khalifa Ghwell presiede, assieme a deputati del Nuovo Congresso nazionale generale legati ai Fratelli Musulmani, la cerimonia di riapertura dell'Aeroporto di Tripoli, distrutto nel 2014 da Alba Libica, venendo scortato dalla LNG del colonnello Zigal, composta anche da coloro che avevano partecipato alla sua distruzione. Il 20 febbraio, Fayez al-Sarraj e Abdurrahman Sewehli sopravvivono a un attentato nella loro automobile.

### Il consolidamento del Governo di Tobruch in Cirenaica (marzo - aprile 2017)
Il 3 marzo 2017 le "Brigate di difesa di Bengasi" e la Guardia degli impianti petroliferi (PFG) di Ibrahim Jadhran riprendono il controllo dei porti di Sidra e Ras Lanuf, nel golfo di Sirte, avanzando verso Giofra e mettendo l'LNA in ritirata a El Agheila. La ribellione sarebbe sostenuta da Turchia e Qatar, a seguito di ripetuti rifiuti del generale Haftar di riconoscere il governo di Fayez al-Sarraj. Giunge sul campo anche la coalizione del GNA "al-Bunyan al-Marsus", assieme a milizie di Misurata, milizie Tebu e della tribù Warshefana. Secondo alcune fonti, il Ministro della Difesa di Tripoli, Mahdi al-Barghati, si sarebbe coordinato con i ribelli, e due membri del Consiglio Presidenziale, Abdulsalam Kajman e Mohamed al-Amari, avrebbero elogiato le milizie ribelli di Bengasi. Il Consiglio Presidenziale emana tuttavia un comunicato ufficiale di condanna dell'attacco e nega ogni relazione con i ribelli.
Il 7 marzo, il generale Haftar, coordinandosi dal Cairo con il presidente egiziano al-Sīsī, fa bombardare Ras Lanuf, Sidra, Ben Giauad e Naufaliya, e invia sul campo rinforzi pari a 5 000 soldati provenienti da Brega.
Il Consiglio Presidenziale del GNA invia a Ras Lanuf e Brega la propria Guardia delle installazioni petrolifere, comandata da Idris Abu Khamada (nominato dal premier Ali Zeidan nel 2013), con il compito di proteggere gli impianti e assicurare la continuità della produzione di petrolio. Sembra che Abu Khamada si coordini con Ibrahim Jadhran e con le "Milizie di difesa di Bengasi", che gli consentono di operare a Ras Lanuf.
La Camera dei rappresentanti di Tobruch, condannando la collaborazione tra il GNA e le "Milizie di difesa di Bengasi", ritenute legate ad al-Qaeda, delibera, con 38 voti a favore su 56, di ritirare il proprio riconoscimento al Consiglio Presidenziale e di porre fine ai negoziati di pace.  Tuttavia 75 suoi deputati esprimono una dichiarazione a sostegno del GNA, e 30 di essi si riuniscono a esso nell'hotel Bab al-Bahr di Tripoli. Ibrahim Jadhran viene arrestato a Nalut, di ritorno dalla Turchia, mentre cerca di tornare al comando delle proprie milizie.
Nonostante il governo di Tripoli abbia tentato di porre una no-fly zone sugli impianti, proseguono i bombardamenti dell'LNA, che con una successiva operazione di terra riprende il controllo di Sidra e Ras Lanuf il 14 marzo. La situazione sul campo torna quella precedente l'attacco dei ribelli, ma con le relazioni politiche tra i due governi rivali gravemente deteriorate.
La vittoria del governo di Tobruch nel golfo di Sirte ha ripercussioni anche a Tripoli, dove gli scontri tra milizie si propagano dai quartieri meridionali prossimi all'aeroporto anche nel resto della città. Il 14 marzo le milizie leali al GNA, cioè la "Brigata dei Rivoluzionari di Tripoli" comandata da Haithem Tajuri, la "Forza di sicurezza di Abu Salim" comandata da Abdel Ghani Kikli, e la "Forza Speciale di Deterrenza (RADA)"  comandata da Abdel Rauf Kara, si scontrano con la milizia berbera "Forze Mobili" nel quartiere occidentale Hay al-Andalus e con la LNG leale a Ghwell nel quartiere centrale Bab Ben Gashir. Il giorno seguente, il Consiglio Presidenziale del GNA ordina alle proprie milizie di proseguire l'offensiva cacciando le milizie ribelli dalla città, ma esse si rifiutano di farlo per "garantire la sicurezza dei cittadini di Tripoli". Il 17 marzo un'ampia manifestazione popolare nella Piazza dei Martiri di Tripoli chiede l'intervento dell'LNA e l'espulsione da Tripoli di tutte le milizie, ma viene dispersa da miliziani armati. Il fatto viene condannato da Consiglio Presidenziale, ma i deputati di Misurata, favorevoli alle milizie, sospendono i rapporti con esso. Il 20 marzo Salah Badi a capo del gruppo armato "Rivoluzionari di Misurata", tenta di prendere il controllo della capitale. Il 23 marzo il colonnello Ibrahim Ben Rajab, ponendosi a capo di un "Consiglio militare di Misurata", tenta di sciogliere il Consiglio municipale.
Nel frattempo il 18 marzo l'LNA libera il quartiere Ganfuda di Bengasi dagli ultimi miliziani del Consiglio della Shura, che fuggono però a nord asserragliandosi nel quartiere as-Sabri. Durante l'attacco, sono documentati abusi sui prigionieri e le loro famiglie, suscitando la condanna dell'inviato dell'ONU Martin Kobler, a cui l'LNA assicura di avviare un'indagine. A Tripoli anche Fayez al-Sarraj accusa l'LNA di crimini di guerra, ma alcuni miliziani della brigata al-Buni, del quartiere del Suq al-Juma, protestano contro di lui sostenendo apertamente l'LNA.

### La crescita del consenso verso il governo di Tobruch (maggio - luglio 2017)
A partire dal vertice di Abu Dhabi del 2 maggio 2017, cresce il consenso internazionale a favore di un ruolo istituzionale del generale Haftar nella risoluzione della crisi, accanto al debole Governo di Accordo Nazionale di al-Sarraj.
L'11 maggio il Ministro degli Esteri del GNA, Mohamed Tayer Siala, dichiara di voler riconoscere un ruolo ufficiale all'LNA del generale Haftar, ruolo che già gli viene riconosciuto dalla Camera dei rappresentanti di Tobruch; ma la sua dichiarazione suscita proteste nell'Alto Consiglio di Stato di Tripoli. Il giorno seguente, le milizie di Misurata "Brigata al-Marsa" di Salah Badi e "Brigata Sherikhan", le milizie islamiste "Salah al-Burki", di Khalif al-Sherif e di Abu Obeida al-Zawi, la milizia berbera "Forze Mobili" di Janzur e la milizia di Tarhuna Brigata al-Kani danno vita a un'altra formazione militare indipendente, detta "Fakhr Libya" (Orgoglio libico), che riprende il controllo dei quartieri meridionali di Tripoli Khala-Furjan e Salahadin e dell'aeroporto internazionale.
Il 21 maggio il "Consiglio militare di Misurata", contrapponendosi al Consiglio municipale, dichiara al canale televisivo Tanaseh, del Gran Mufti Sadiq al-Ghariani, il proprio appoggio al GNS di Khalifa Ghwell e al Nuovo Congresso nazionale generale, accusando il GNA di tradimento e di servire interessi stranieri.
Il 26 maggio vi sono scontri nei quartieri Abu Salim, Hadba e Hay Dimashq di Tripoli tra la "Brigata al-Marsa" di Salah Badi, leale al GNS, che tenta di occupare la sede del GNA nell'Hotel Rixos al-Nasr, e le milizie leali al GNA, che respingono l'attacco. Il 27 maggio la milizia di Tajuri, leale al GNA, riconquista ai ribelli i quartieri Salahadin e al-Hadba, lasciando sul campo 50 morti. Il 28 maggio le milizie ribelli sono costrette a lasciare la capitale, ritirandosi a Garian, Sabrata e Tarhuna.
Mentre in Tripolitania il GNA lotta per il controllo della capitale, in Cirenaica l'LNA riconquista gli ultimi quartieri di Bengasi ancora in mano agli islamisti, Suq al-Hut e as-Sabri, disperdendo gli islamisti del Consiglio della Shura, affiliato ad Ansar as-Sharia, ed entrando in giugno nella storica piazza Tahrir, da cui è partita la rivoluzione del 17 febbraio. Il 5 luglio il maresciallo Haftar, in un discorso televisivo in uniforme bianca e dorata che rimanda a quella del colonnello Gheddafi, annuncia all'esercito e alla città la vittoria sugli islamisti, anche se gli ultimi combattenti asserragliati in Sidi Akribesh resistono fino a dicembre.
La liberazione di Bengasi rafforza il peso del maresciallo Haftar nella risoluzione del conflitto in Libia, anche a confronto delle difficoltà di al-Sarraj in Tripolitania. Anche la crisi che interessa la comunità musulmana internazionale, opponendo il Consiglio di cooperazione del Golfo al Qatar, accusato di finanziare gruppi terroristici, contribuisce a rafforzare la posizione del generale Haftar, visto come argine all'islamismo. La Camera dei rappresentanti di Tobruch pubblica una lista di 75 persone indicate come destinatarie dei finanziamenti qatarini al terrorismo, alcune delle quali legate al governo di Tripoli, come Mohamed Sowan, segretario del Partito della Giustizia e dello Sviluppo (affiliato ai Fratelli Musulmani), e Abdurrahman Sewehli, presidente dell'Alto Consiglio di Stato.
Il 30 giugno il Ministro degli esteri francese, Jean-Yves Le Drian, definisce la Libia "uno Stato fallito" e dichiara che il maresciallo Haftar è "parte necessaria della soluzione". Il 25 luglio 2017 il Presidente francese Emmanuel Macron ospita un vertice al castello di La Celle, presso Parigi, con la presenza dell'ONU, invitando accanto al capo del Governo di Accordo Nazionale riconosciuto dall'ONU, Fayez Al-Sarraj, anche il generale Khalifa Haftar, in qualità di comandante delle Forze Armate riconosciuto dalla Camera dei rappresentanti di Tobruch, parificando le due fazioni, che giungono a un accordo comune su un cessate il fuoco e prendono l'impegno allo svolgersi di nuove elezioni presidenziali e parlamentari entro l'anno. Il 31 luglio 2017, un'assemblea riunita a Beida, in Cirenaica, approva un progetto di Costituzione.

### I preparativi per nuove elezioni (agosto 2017 - settembre 2018)
Nel settembre 2017 scoppiano scontri tra la milizia di Sabrata "Battaglione 48", comandata da Ahmed Dabbashi, che gestisce la maggior parte del traffico dei migranti verso l'Europa, e un'altra milizia della città, che riceve il sostegno anche della Guardia Presidenziale del GNA. Il 6 ottobre, mentre gli scontri sono ancora in atto, la milizia salafita Al-Wadi di stanza ad al-Watiyah, a 60 km a sud-est di Sabrata, grazie anche al sostegno dell'LNA, entra nella città e ne prende possesso, a seguito di scontri che causano 39 morti e 300 feriti. Secondo giornali francesi, le violenze sarebbero state innescate dalla rivalità tra le milizie nell'accaparrarsi i finanziamenti suppostamente stanziati dal governo italiano per trattenere i migranti in Libia, nell'ambito del memorandum italo-libico. Secondo l'UNHCR, sono stati trovati 6 000 migranti ancora nelle mani dei trafficanti e altri 14 500 in attesa di partire.
Il 17 dicembre, a due anni dagli accordi di Skhirat, il generale Haftar li dichiara superati e concluso il mandato del premier Sarraj. Lo stesso giorno il sindaco di Misurata, Mohamad Eshtewi, di ritorno dalla Turchia, viene prelevato all'uscita dall'aeroporto e ucciso da ignoti, secondo alcuni analisti per il suo sostegno a un piano dell'ONU per il rientro dei profughi di Tawarga, patria di molti dei soldati che hanno assediato Misurata durante la prima guerra civile libica.
Il 23 dicembre, Imad al-Sayeh, a capo della Commissione elettorale, conferma il piano d'azione dell'ONU per la tenuta delle elezioni entro il 30 settembre 2018.
Nel gennaio 2018, la Camera dei rappresentanti di Tobruch apre un'inchiesta parlamentare contro il deputato di Tawarga Jaballah al-Shibani, reo di aver elogiato Gheddafi e criticato la rivoluzione del 17 febbraio. Il rientro dei profughi di Tawarga, che è stato approvato dal defunto sindaco di Misurata Eshtewi, non viene più consentito dalle milizie di Misurata. Le registrazioni dei cittadini in vista delle elezioni non sono ancora terminate.
Il 6 febbraio 2018 Mahmud al-Werfalli, un ex comandante dell'LNA ricercato dalla Corte penale internazionale per violazioni dei diritti umani, si arrende alle forze dell'LNA, che lo rilasciano il giorno seguente.
In vista delle elezioni, il GNA cerca di incrementare la propria presenza, anche militare, nel Fezzan, da cui le milizie di Misurata si sono ritirate dalla metà dell'anno precedente. L'Italia invia una propria missione a Ghat, in sostegno del GNA, per il controllo delle frontiere del Fezzan, regione interessata dai traffici di migranti diretti alle proprie coste, nonché sede di importanti giacimenti di idrocarburi. Il GNA stringe accordi con la tribù araba degli Uled Suleymani, che il 22 febbraio si scontrano a Sebha con i Tebu, partigiani invece di Haftar.
Il 28 marzo, le milizie di Misurata e di Zintan firmano un accordo di riconciliazione..
Il 29 maggio le diverse fazioni, riunite a Parigi, annunciano la data delle elezioni presidenziali e legislative per il giorno 10 dicembre 2018.
A giugno scoppiano nuovi combattimenti nel golfo di Sirte tra la Guardia delle installazioni petrolifere e l'Esercito Nazionale Libico.
Il 29 giugno il generale Haftar annuncia la liberazione di Derna, ultima città della Cirenaica ancora in mano agli islamisti.
L'attività italiana nel Fezzan a fianco del GNA suscita la contrarietà del governo di Tobruch a un'eventuale base militare italiana a Ghat. L'ambasciatore italiano a Tripoli, in un'intervista del 13 agosto, esprime perplessità circa il termine delle elezioni, ritenendolo troppo ravvicinato per creare le condizioni adatte al voto, suscitando gravi proteste di piazza e l'accusa di ingerenza nella sovranità libica da parte del governo di Tobruch, che lo dichiara "persona non gradita", inducendolo a fare ritorno in Italia.
Il 27 agosto la milizia della città di Tarhuna, a sud di Tripoli, denominata "VII Brigata" e comandata da Abdel Rahim Al-Kani, rompendo una precedente tregua col GNA, invade la capitale, attaccando le milizie cittadine leali al governo e cercando di prendere il potere nella capitale, causando 26 morti e 75 feriti. I combattimenti proseguono nei giorni seguenti e il 2 settembre il GNA annuncia lo stato di emergenza. Il 4 settembre si arriva al cessate il fuoco, con un bilancio di 61 morti e 159 feriti, ma si combatte ancora il 10 settembre per il controllo della sede locale della compagnia petrolifera "NOC", e la notte successiva per l'aeroporto "Mitiga"; e ancora il 17 settembre. Secondo alcuni analisti, gli scontri sarebbero collegati alla decisione del governo di Tobruch, appoggiato dalla Francia, di accelerare il processo elettorale. Il Ministro degli esteri italiano Moavero Milanesi dichiara che "l'ambasciata italiana a Tripoli resta aperta e operativa, resta sul posto personale sufficiente", ma trattiene ancora l'ambasciatore per motivi di "sicurezza e incolumità personale".
Il 13 settembre, la Camera dei rappresentanti di Tobruch approva la legge elettorale, nel tentativo di mantenere la road map per le elezioni.
Nei mesi seguenti l'Italia non invia alcun aiuto ai Tuareg del Fezzan, mentre intavola trattative per una conferenza per la Libia a Palermo il 12-13 novembre, che tuttavia non conducono a un accordo sull'unificazione delle Forze armate libiche, per il rifiuto del generale Haftar sulla futura sottomissione dell'esercito all'esecutivo civile.
Il 9 novembre, l'inviato dell'ONU per la Libia, Ghassan Salamé, annuncia un aggiornamento della road map, prevedendo lo slittamento delle elezioni al 2019, a causa del permanere di instabilità a Tripoli, e in vista di esse un piano per la formazione di una forza di sicurezza istituzionale a Tripoli, che sostituisca progressivamente le milizie nel controllo del territorio, e la convocazione di una conferenza nazionale di tutte le realtà politiche della Libia, incluse le tribù del Sud.

### L'offensiva di Haftar nel Fezzan (dicembre 2018 - marzo 2019)
Il Sud della Libia era in mano a gruppi indipendenti, che in maggioranza avevano dichiarato lealtà al generale Haftar. In dicembre, il GNA estende il proprio controllo del territorio nel Fezzan grazie all'alleanza con Ali Kanna, un ex gheddafiano a capo della milizia Tuareg denominata Esercito del Fezzan, che controllava gli impianti petroliferi di Sharara e l'afflusso del petrolio da essi estratto verso la costa tripolina.

Campagna militare del LNA in Fezzan (inizio 2019)

Contemporaneamente il governo di Tobruch dava il via a una campagna militare volta a consolidare il controllo sulla frontiera meridionale col Ciad, che negli anni di guerra era finita sotto il controllo di milizie Tebu, in parte indipendenti, in parte collegate con gruppi armati Tebu operanti nel Nord del Ciad, e considerati terroristici dal governo ciadiano. Tali milizie sono state anche ritenute responsabili dei traffici di armi e di migranti subsahariani verso la Libia, in particolare verso Sebha, capitale del Fezzan, divenuta negli anni di guerra il crocevia dei traffici di armi e delle rotte migratorie verso l'Europa, e controllata da una milizia formalmente alleata di quelle che proteggono Tripoli.
L'assedio a Sebha dura dalla metà di gennaio all'inizio di febbraio, quando le forze locali si arrendono, senza aver ricevuto alcun aiuto militare dal governo di Tripoli.

Maggiori rotte migratorie subsahariane

Dopo Sebha la campagna dell'LNA prosegue verso ovest alla volta di Ubari, e verso il confine meridionale col Ciad. Qui l'operazione militare è condotta da Tobruch in coordinamento con il governo del Ciad e con la Francia: a gennaio, l'aviazione francese di stanza in Ciad ha ripetutamente bombardato colonne di Tebu in fuga verso il Ciad, nel deserto dell'Ennedi, distruggendo una ventina di veicoli pick-up e consentendo all'esercito ciadiano l'arresto di 250 miliziani Tebu, definiti dal governo ciadiano "terroristi" del gruppo "Unione delle forze della resistenza", contrario al presidente del Ciad Deby.
L'operazione militare nell'Ennedi contro i Tebu è denunciata dai Tebu libici come "epurazione etnica" ai danni della loro etnia, evidenziando il tentativo di respingere tale popolo nomade subsahariano verso il confinante Ciad. Anche i deputati Tebu presenti alla Camera dei rappresentanti protestano contro l'operazione militare, mentre il governo di Tripoli accusa Haftar di "crimini contro l'umanità" nell'operazione dell'Ennedi e di "crimini di guerra" nella precedente conquista di Sebha, minacciando di intervenire militarmente.
Nei giorni seguenti l'LNA avanza anche nel Fezzan, conquistando il 6 febbraio il campo petrolifero di Sharara, e il campo petrolifero di El Feel il 22 febbraio, mentre proseguono anche gli scontri con le milizie Tebu alla frontiera meridionale per la conquista della città di Murzuch.
Nell'incontro di Abu Dhabi del 28 febbraio, i due governi rivali sancivano ancora un accordo in vista delle rinviate elezioni generali, ma l'offensiva nel Fezzan si rivelerà parte di una strategia dell'LNA, guidata da Mosca, volta a impadronirsi della capitale libica in forma violenta, allontanando definitivamente la prospettiva delle elezioni.

### L'assedio di Tripoli (aprile - dicembre 2019)

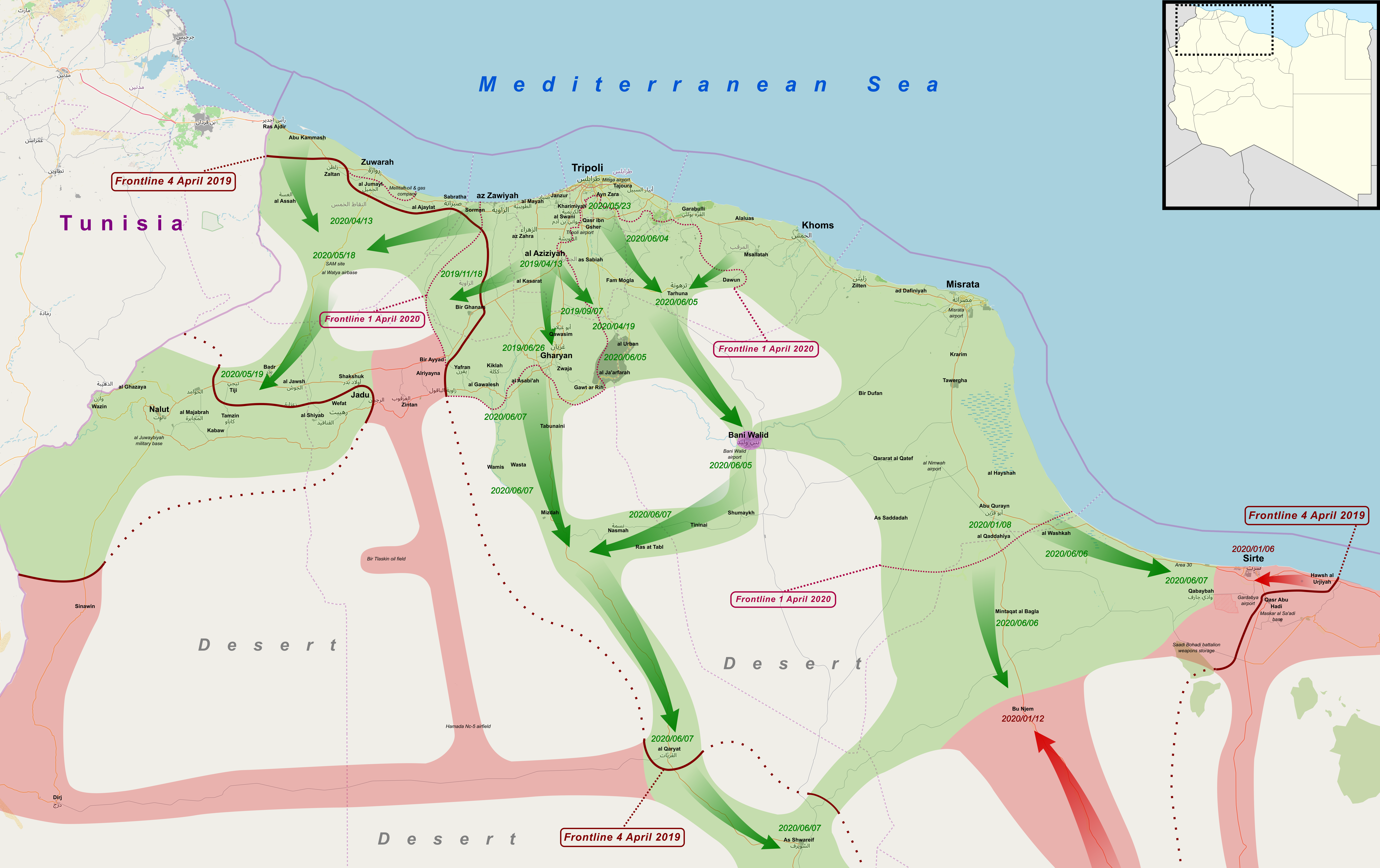
Offensiva dell'LNA verso Tripoli (aprile 2019)

Muovendo dai territori conquistati nel Sud, il 4 aprile 2019 l'LNA si dirige a nord in direzione di Tripoli, conquistando la città di Garian, a 100 km dalla capitale, e avanzando fino alla periferia sud della città dove ha sede l'aeroporto internazionale, a 34 km a sud del centro cittadino. Il GNA ha arrestato l'avanzata nemica con bombardamenti aerei, mentre l'ONU ha richiesto il cessate il fuoco di entrambe le parti.
L'operazione militare, secondo alcuni analisti voluta da Haftar per poter partecipare da una posizione più vantaggiosa alla conferenza nazionale (prevista per il 14 aprile), non ha però ottenuto un successo immediato, aprendo una fase di stallo definita da molti come l'inizio di una nuova guerra civile, mentre la conferenza nazionale voluta dall'ONU per l'unificazione del Paese è stata rinviata sine die.
L'esercito di Haftar avanza fino a conquistare la città di El-Azizia, a 50 km a sud di Tripoli; mentre i bombardamenti costringono alla chiusura temporanea anche l'aeroporto militare di Mitiga, a 5 km da Tripoli, a partire dal 20 aprile. Il bilancio a un mese dall'inizio dell'operazione è di oltre 400 morti.
A partire dal 12 maggio, l'LNA avanza anche da ovest, conquistando Zawiya, a 50 km da Tripoli, mentre a est il confine è oltre Sirte, a 450 km da Tripoli, dove il GNA ha dispiegato ingenti difese per impedire l'avanzata nemica.
Entrambi i leader libici rivali prendono parte a incontri diplomatici internazionali per la risoluzione della crisi: la Francia, che il 10 aprile aveva bloccato una risoluzione dell'UE di condanna dell'attacco dell'LNA, sostiene le parti del governo di Tobruch, verso il quale sembrano convergere in seguito anche le diplomazie italiana e statunitense, in precedenza sostenitrici del GNA.
Il 16 maggio il generale Haftar riprende i bombardamenti dell'aeroporto internazionale, seguiti, a partire dal 25 maggio, da un'avanzata via terra dell'LNA volta alla sua conquista; tuttavia l'esercito del GNA riesce a respingere l'assalto e, il 26 giugno, ad arretrare la linea del fronte oltre Garian, principale sede dell'LNA a sud di Tripoli. L'LNA si sposta allora a Tarhuna, a 60 km a sud-est di Tripoli, da dove si organizza la nuova "battaglia definitiva" per Tripoli. Riprendono anche i bombardamenti dell'aviazione di Tobruch contro l'aeroporto Mitiga, unico operativo a Tripoli e punto di partenza dei droni del GNA, che viene nuovamente chiuso. Secondo un proclama di Tobruch, il GNA sarebbe rifornito di armi e droni dalla Turchia, per via marittima e aerea, in violazione dell'embargo.
L'esercito di Tobruch riprende il 22 luglio l'avanzata verso Tripoli, venendo però respinto. I droni dell'LNA bombardano anche la città di Misurata, colpendone l'Accademia militare e, il 29 luglio, un ospedale di campagna ritenuto "una copertura utilizzata dai terroristi". Il 10-13 agosto viene concordata una tregua per l'Eid al-Adha, ma i bombardamenti all'aeroporto Mitiga non vengono interrotti, per impedire i rifornimenti di armi dalla Turchia. Allo scadere della tregua, i droni dell'LNA bombardano anche l'aeroporto di Zuara, a 120 km a ovest di Tripoli, un altro punto di partenza dei droni del GNA, di provenienza turca.
Il 21 agosto il GNA recupera il controllo di una fascia estesa 40 km a sud di Tripoli. I persistenti bombardamenti costringono nuovamente l'aeroporto Mitiga alla chiusura nel mese di settembre. Nei mesi successivi la linea del fronte si assesta e i combattimenti scemano di intensità, mentre proseguono i bombardamenti dei droni, di cui la Libia è il maggiore teatro di guerra al mondo, secondo l'inviato dell'ONU Ghassan Salamé.

### Il coinvolgimento di attori esterni (settembre 2019 - luglio 2020)
A settembre un raid aereo del GNA contro militari di Tobruch presso Tripoli porta all'uccisione di 35 soldati russi del "Gruppo Wagner", già impiegati dalla Russia in Siria. Il GNA protesta contro l'ingerenza russa a fianco dei ribelli e chiede un intervento militare a sostegno del proprio governo, rivolto in particolare alla Turchia. Il 27 novembre il governo di Tripoli firma con la Turchia un accordo militare e marittimo, in cui sono riconosciuti alla Turchia diritti di sfruttamento esclusivo di aree di Mediterraneo al largo di Cipro e Creta (in acque cipriote, greche o internazionali), suscitando la preoccupazione dell'UE e della Francia.
Intanto, il 12 dicembre 2019 il generale Haftar lancia un nuovo assalto alla capitale, dichiarato come la "battaglia finale" per il controllo di Tripoli, mentre il GNA si dichiara pronto a respingere l'ennesimo tentativo di putsch. Gli scontri si concentrano a sud della capitale, dapprima nei distretti Yarmouk, Hamza e Toghar, e nelle settimane seguenti anche nei distretti di Salaheddin e Khallatat.
Il 20 dicembre, il GNA chiede formalmente di "attivare gli accordi di cooperazione in materia di sicurezza" a cinque Paesi alleati: Turchia, USA, Regno Unito, Italia e Algeria. La Turchia ha iniziato prontamente l'iter parlamentare per autorizzare l'invio dell'esercito in Libia, inviando già a dicembre mercenari turchi, già utilizzati a sostegno dei ribelli siriani nella provincia di Idlib, e il 2 gennaio 2020, l'Assemblea nazionale turca autorizza l'impiego dell'esercito in Libia. A seguito di ciò, il parlamento di Bengasi rompe le relazioni con la Turchia, e il generale Haftar proclama il Jihād contro la Turchia. L'intervento turco in Libia viene condannato anche da USA, Egitto, EAU, Arabia Saudita, Israele, Francia, Grecia e Cipro.
Il 4 gennaio 2020 l'LNA sferra un attacco a sorpresa contro la città di Sirte, conquistando dapprima l'aeroporto di Ghardabiya a sud della città e quindi assaltando la città da cinque varchi, sconfiggendo le brigate di Misurata che la presidiavano e prendendo il controllo dell'intera città e del suo porto dopo tre ore di combattimenti. Le truppe dell'LNA sono accolte dagli abitanti con immagini di Gheddafi e bandiere verdi della Jamahiriya. Nelle stesse ore della presa di Sirte, un bombardamento aereo distrugge una scuola militare nel quartiere Al-Hadba Al-Khadra di Tripoli causando oltre 30 morti.
A partire dal 5 gennaio sbarcano in Libia decine di militari turchi, con funzioni di addestramento di soldati libici. L'8 gennaio, intanto, a Istanbul la diplomazia russo-turca si esprime in una dichiarazione comune per il cessate il fuoco, dapprima rifiutata dal generale Haftar, infine accolta l'11 gennaio da entrambi i leader, che il 13 gennaio sono a Mosca per nuove trattative; ma il 14 gennaio Haftar abbandona i colloqui senza che si sia raggiunto un accordo. Il 19 gennaio si tiene a Berlino una conferenza di pace sotto l'egida dell'ONU, alla presenza dei due leader libici e di un gran numero di capi di Stato e rappresentanti di organizzazioni internazionali, che si conclude con un appello al mantenimento del cessate il fuoco e al rafforzamento dell'embargo sulle armi, pur senza alcun impegno formale delle parti.
Il 26 gennaio l'LNA rompe il cessate il fuoco lanciando una nuova offensiva verso Abu Grein, a ovest di Sirte, conquistando i villaggi di Qaddaheya e Wedi Zamzam in direzione di Misurata. A febbraio è realizzata una Commissione militare congiunta per vigilare sul rispetto del cessate il fuoco bilaterale, composta di 5 membri militari scelti dal GNA e altrettanti scelti dall'LNA, mentre l'ONU stabilisce il rafforzamento dell'embargo sulle armi, il cui rispetto è affidato a una missione dell'UE, superando la resistenza del ministro italiano Luigi Di Maio. Tuttavia, Haftar continua a ricevere rifornimenti militari, consistenti in artiglieria pesante, armi e munizioni, provenienti dagli EAU utilizzando come base di appoggio il regime dittatoriale vigente in Eritrea, e a inizio marzo l'inviato dell'ONU Ghassam Salamè rassegna le dimissioni in polemica col supporto della Francia di Emmanuel Macron verso Haftar.
Il 13 aprile l'esercito del GNA avanza verso occidente conquistando le città di Sabrata e di Sorman, a ovest di Tripoli, giovandosi dei rifornimenti provenienti dalla Turchia attraverso il porto di Genova, per i quali la nuova inviata dell'ONU per la Libia Stephanie Williams ha parlato di "embargo all'italiana"; nei giorni seguenti, il GNA avanza anche nell'entroterra, guadagnando diversi villaggi in direzione di Tarhuna. Il GNA riprende il controllo delle città della costa occidentale, fino alla frontiera con la Tunisia, e il 19 maggio conquista la base aerea nemica di al-Watiya, a 130 km a ovest della capitale; nei giorni seguenti avanza ancora nell'entroterra di Tripoli, conquistando il villaggio di Asaba in direzione di Tarhuna.
A seguito dell'interessamento internazionale per una de-escalation del conflitto,  i mercenari russi si ritirano a Bani Walid, per essere ricollocati nella base aerea di Al Jufra, sotto controllo russo, consolidando lo stato di fatto con due sfere di influenza, russa in Cirenaica, e turca in Tripolitania.
Il 4 giugno, il GNA riprende il controllo di Tarhuna, centro dell'offensiva nemica a sud di Tripoli, ottenendo dopo 14 mesi la fine dell'assedio di Tripoli. Il GNA avanza verso est, riconquistando Abu Grein e minacciando Sirte. Il presidente egiziano al-Sīsī ha però dichiarato che l'assedio di Sirte rappresenterebbe una linea rossa per un proprio intervento militare a sostegno del governo di Tobruk, e il 20 luglio ha ottenuto dal Parlamento egiziano l'autorizzazione all'intervento armato in Libia.

### Il processo di pace (agosto 2020 - presente)
Il processo di pace segna un avanzamento con la dichiarazione congiunta, il 21 agosto, del presidente del governo di Tripoli, Fayez al-Sarraj, e del presidente del parlamento di Tobruk, Aguila Saleh, per un immediato cessate il fuoco, facendo un appello al ritiro delle truppe mercenarie dal territorio libico,  e alla riunione in Sirte del Comitato militare congiunto, che guidi il processo verso nuove elezioni generali nel 2021 e la formazione di un nuovo Consiglio presidenziale di quattro membri che sostituisca i due attuali governi, di Tobruk e Tripoli; a tal fine, i rispettivi premier Abdullah al-Thani e Fayez al-Sarraj hanno presentato le proprie dimissioni il 13 e il 17 settembre. Il 23 ottobre il Comitato militare congiunto firma un cessate il fuoco permanente, stabilendo il ritiro delle truppe straniere impiegate su entrambi i fronti, come il gruppo Wagner per conto della Russia. A seguito del cessate il fuoco, sono ripartiti anche i voli civili tra le due parti della Libia. Il 30 ottobre al-Sarraj ha ritirato le proprie dimissioni, che avrebbero dovuto avere effetto alla fine di ottobre, restando in carica fino all'elezione del nuovo Consiglio presidenziale. Il Comitato congiunto si è quindi riunito il 10 novembre a Sirte per pianificare il percorso per le prossime elezioni nel 2022.
Il 5 gennaio 2021 vengono eletti nella sede dell'ONU di Ginevra, dopo un accordo fra le fazioni combattenti nella guerra civile, il Presidente e il Primo Ministro di transizione della Libia con l'obiettivo di portare il paese a nuove elezioni. Il 10 marzo 2021 si costituì il governo ad interim di unità nazionale, guidato da Abdul Hamid Dbeibah, con l'obiettivo di guidare il Paese verso le elezioni del 2022. Il governo si insediò il giorno 13 marzo, sostituendo sia il premier di Tripoli Fayez al-Sarraj sia quello di Tobruk Abdullah al-Thani. Il 23 giugno 2021 si tenne a Berlino la "Conferenza definitiva sul futuro della Libia", che dispose il progressivo ritiro delle truppe straniere in vista delle elezioni generali, programmate per il 24 dicembre 2021, che videro le candidature di Saif al-Islam Gheddafi, figlio di Gheddafi, di Khalifa Belqasim Haftar, di Abdul Hamid Mohammed Dbeibeh, e di Fathi Bashagha, già ministro dell'interno.
Tuttavia il 21 settembre 2021 la Camera dei Rappresentanti dichiarò il governo di Dbeibah "una pagliacciata" revocandogli la fiducia e sostenendo la presidenza di Fathi Bashagha; a seguito di ciò il 1º novembre 2021 la Turchia inviò 151 mercenari siriani supplementari in Libia, oltre ai 7000 già presenti nel paese ad essa fedeli, ignorando le richieste locali e internazionali di ritirare le forze straniere prima delle elezioni generali, ancora non revocate, ed il 12-13 novembre 2021 il Primo Ministro libico Abdul Hamid Mohammed Dbeibeh e il Capo del Consiglio presidenziale della Libia, Mohamed al-Menfi parteciparono a Parigi a una conferenza con il Presidente della Repubblica Francese Emmanuel Macron, il Presidente del Consiglio dei Ministri della Repubblica Italiana Mario Draghi e la Cancelliera Federale della Germania Angela Merkel con il fine di garantire il regolare svolgimento delle elezioni e l'impegno di stabilizzare il paese: i partecipanti si dichiararono contrari a qualsiasi ingerenza straniera negli affari libici e sostennero l'attuazione del piano d'azione per il ritiro di mercenari, combattenti stranieri e forze straniere dal territorio libico. Le elezioni generali furono comunque rinviate sine die, mentre il 10 febbraio 2022 Fathi Bashagha venne designato dalla Camera dei Rappresentanti di Tobruk, presieduta da Aguila Saleh, come premier di un governo di stabilità nazionale (Ḥukūmat al-istiqrār al-waṭanī), con sede a Sirte, contrapposto a quello di Tripoli, aprendo una nuova crisi politica tra i due rami del Parlamento, in quanto Dbeibah non riconobbe la validità della nomina di Bashaga. Questi entrò comunque in carica dal 3 marzo 2022, e dal 14 al 17 maggio tentò di occupare Tripoli militarmente avvalendosi di milizie a lui fedeli, ma senza riuscirvi;trascorso un anno senza essere riuscito a conquistare Tripoli né i suoi dintorni, Bashagha venne sospeso dall'incarico e sostituito il 16 maggio 2023 da Osama Saad Hammad Saleh, mentre Dbeibah rimaneva in carica a Tripoli.

## Schieramenti
La guerra vede contrapposte molteplici forze, raggruppate in due grandi schieramenti, le coalizioni di Operazione Dignità e di Alba Libica, cui si aggiungono gruppi jihadisti, in primo luogo lo Stato Islamico, ostili a entrambe le coalizioni. Operazione Dignità e Alba Libica sono coalizioni di gruppi armati in alleanza tra loro, spesso su basi di convenienza e non di stretta collaborazione. Entrambe le coalizioni fanno riferimento a governi e parlamenti rivali, ma ad avere reale potere sul campo non sono i politici, bensì i gruppi armati. Le rivalità che hanno portato alla polarizzazione del conflitto in due campi sono molteplici, di carattere sia politico (rivalità tra islamisti e anti-islamisti; tra ex gheddafiani e anti-gheddafiani), sia regionale (rivalità tra Misurata e Zintan; tra Cirenaica e Tripolitania), sia etnico (rivalità tra Imazighen e arabi; tra Tuareg e Tebu). Le due coalizioni si contendono inoltre le risorse economiche del Paese, sia quelle petrolifere della compagnia petrolifera nazionale (National Oil Corporation), sia le riserve della Banca Centrale Libica, che è rimasta neutrale nel conflitto e continua a pagare stipendi a entrambe le parti.

### Operazione Dignità
Il governo internazionalmente riconosciuto fino a marzo 2016, guidato da Abdullah al-Thani, si riunisce tra Beida e Tobruch, nell'Est del Paese, dal settembre del 2014. È sostenuto da ciò che resta della Camera dei rappresentanti eletta nel giugno 2014: solo 188 dei 200 membri dell'assemblea, presieduta da Aguila Saleh Issa, sono stati effettivamente eletti, e 30 hanno boicottato il parlamento da quando è stato inaugurato a Tobruch il 4 agosto. La Camera dei rappresentanti è stata inoltre dichiarata illegittima dalla Corte Costituzionale libica nel novembre 2014, anche se ha rifiutato la sentenza, sostenendo che fosse stata emessa da una corte sotto il controllo del governo rivale di Tripoli. Uno dei blocchi più importanti della Camera dei rappresentanti è l'Alleanza delle Forze Nazionali dell'ex Primo ministro Mahmud Gibril, arrivato primo nelle elezioni del 2012.
Il governo estende la sua autorità sulla maggior parte della Libia orientale (Cirenaica) oltre che sulla regione del Gebel Nefusa nell'Ovest, sotto il controllo delle alleate milizie di Zintan che fino all'agosto 2014 controllavano anche l'aeroporto internazionale di Tripoli. In Cirenaica, fino al giugno 2018 non controllava la città di Derna, dominata da gruppi jihadisti, mentre fino al giugno 2017 ha combattuto contro le milizie di Ansar al-Shari'a per prendere Bengasi

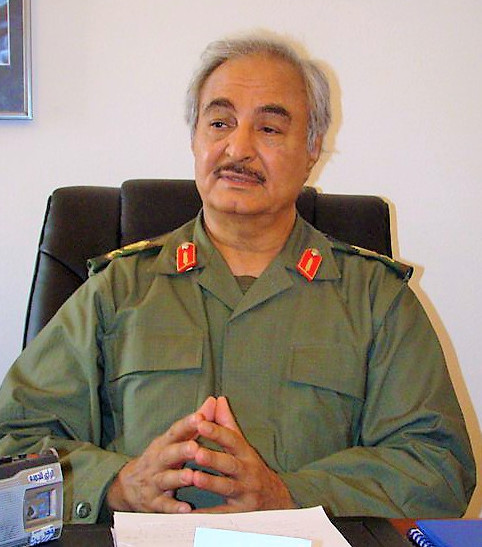
Il generale Haftar, che ha lanciato un'operazione anti-islamista a Bengasi e Tripoli nel maggio 2014

Il governo è alleato con le forze di Khalifa Belqasim Haftar, un ex generale gheddafiano caduto in disgrazia nel 1987 durante la guerra libico-ciadiana, divenuto alleato degli Stati Uniti, dove visse tra il 1990 e il 2011, e tornato in Libia per combattere dalla parte dei ribelli nel 2011. Già nel febbraio e poi nel maggio 2014, Haftar aveva cercato di sciogliere il Congresso nazionale generale di Tripoli con un'iniziativa personale presa contro i governi di Ali Zeidan e di Abdullah al-Thani stesso. In quell'occasione, al-Thani definì le forze di Haftar "fuorilegge" e accusò il generale di tentare un colpo di Stato. Ciononostante, dopo la presa di Tripoli da parte di Alba Libica a fine agosto 2014, il governo di al-Thani trasferitosi a Tobruch si è allineato con le forze di Haftar e l'ha infine nominato capo del ricostituendo esercito libico nel marzo 2015. L'esercito di Haftar (detto Libyan National Army, LNA) è composto principalmente da soldati dell'ex esercito gheddafiano e da federalisti che vogliono maggiore autonomia per la regione orientale della Cirenaica. Tra le forze federaliste (o secessioniste) che hanno sostenuto Operazione Dignità vi è la Guardia degli impianti petroliferi (PFG) del leader autonomista Ibrahim Jadran, che nel 2013 ha preso il controllo dei porti petroliferi orientali (Sidra, Ras Lanuf) e ha tentato di vendere il petrolio indipendentemente dal governo centrale, provocando così la caduta del governo di ʿAlī Zeidān nel marzo 2014. Tuttavia, i rapporti tra Jadran e Haftar si sono deteriorati nel gennaio 2016, cosicché la PFG ha cambiato alleanze, allineandosi con il governo di Tripoli e poi con il Governo di Accordo Nazionale da marzo 2016. Nel Fezzan, sono alleate di Operazione Dignità alcune milizie appartenenti alla minoranza etnica Tebu.
Haftar legittima la sua campagna militare contro tutti gli islamisti senza distinzione, tanto i moderati del governo rivale di Tripoli, legati alla Fratellanza Musulmana, quanto gli estremisti di Ansār al-Sharī'a e dello Stato Islamico, sostenendo che si tratti di una campagna contro il terrorismo, in modo affine a quanto fatto in Egitto dal suo sostenitore al-Sisi, responsabile di una violenta repressione della Fratellanza Musulmana dopo il rovesciamento di Morsi e in lotta contro gruppi affiliati allo Stato Islamico nel Sinai.
L'Egitto e gli Emirati Arabi Uniti forniscono aiuti militari a Operazione Dignità, e sono anche intervenuti direttamente nella guerra con attacchi aerei degli EAU contro Alba Libica nell'agosto 2014 e dell'Egitto contro le forze affiliate all'ISIS nel febbraio 2015.

### Alba della Libia
Il governo che ha controllato Tripoli da settembre 2014 a marzo 2016 è stato inizialmente guidato da Omar al-Hasi, sfiduciato il 31 marzo 2015 per critiche alla sua gestione dell'economia e sostituito dal suo vice Khalifa Ghwell. Il governo era espressione dei deputati islamisti che, dopo la presa di Tripoli da parte di Alba Libica a fine agosto 2014, si sono riconvocati e proclamati continuazione del precedente parlamento, assumendo il nome di Nuovo Congresso nazionale generale (GNC) e confermando Nuri Busahmein nella carica di presidente dell'assemblea. Il più importante partito islamista moderato è il Partito della Giustizia e della Costruzione, branca libica della Fratellanza musulmana.
Il governo estendeva il suo controllo sulla parte occidentale e più popolosa della Libia, che include la capitale Tripoli e la città di Misurata, oltre al distretto della Sirte, dove le milizie di Misurata nel corso del 2015 hanno progressivamente perso terreno di fronte all'avanzata dei militanti affiliati allo Stato Islamico. Non controllava invece l'enclave montuosa di Zintan.

Mappa etnografica della Libia

La coalizione che sosteneva il governo di Tripoli, "Alba Libica", era un'alleanza tra le brigate di Misurata, diverse milizie islamiste, in particolare a Tripoli e Bengasi, e gruppi della minoranza Amazigh, lungo la costa nord-occidentale.  Le milizie più forti, composte da circa 40 000 combattenti, sono quelle di Misurata (terza città del Paese, orientata al commercio marittimo), integrate dal 2012 nel Ministero dell'Interno con il nome di "Scudo Libico" e per la maggior parte non categorizzabili come islamiste. Tra le principali forze islamiste si segnalano invece le milizie della Camera Operativa dei Rivoluzionari Libici (LROR), creata a Tripoli dal presidente del GNC Nuri Busahmein e guidata dallo jihadista Abu Obeida Zawi; la brigata di Tripoli, legata al partito conservatore al-Watan ("patria"), presieduto da Abdelhakim Belhadj, ex combattente del Gruppo dei combattenti islamici libici (LIFG) (un tempo legato ad al Qaeda), divenuto Comandante Militare di Tripoli nell'agosto 2011; e la Brigata dei Martiri del 17 febbraio, basata a Bengasi. A Bengasi, Alba Libica era in alleanza di convenienza anche con gruppi islamisti estremisti come Ansar al-Sharia. Nel Fezzan, è sostenuta da gruppi della minoranza Tuareg, situati nella Libia sud-occidentale.
"Alba Libica" si legittimava come unica forza erede della rivoluzione del 2011, contro il ritorno degli uomini dell'ex regime di Gheddafi facenti parte dell'esercito di Haftar. Era sostenuta da Qatar e Turchia, che appoggiavano la Fratellanza Musulmana in Medio Oriente e Nordafrica.
A partire da marzo 2016, con l'arrivo a Tripoli del Governo di Accordo Nazionale (GNA) guidato da Fayez al-Sarraj, il governo di Khalifa Ghwell ha perso il controllo su qualsiasi istituzione di rilievo: la maggioranza dei componenti del nuovo GNC ha formato l'Alto Consiglio di Stato, camera alta del nuovo parlamento a sostegno del GNA, e le milizie di Misurata, le più forti milizie di Alba Libica, sono passate ad appoggiare il GNA. Anche a Tripoli il GNA ha trovato milizie disposte a sostenerlo, in particolare la Forza Speciale di Deterrenza (Rada) di Abdel Rauf Kara. Il GNA si è quindi di fatto largamente sostituito al governo di Tripoli nel controllo sulla parte occidentale del Paese.

### I gruppi jihadisti
I gruppi jihadisti in Libia sono diversi, e comprendono anche veterani della guerra anti-sovietica in Afghanistan e della guerra anti-americana in Iraq, che facevano già parte di organizzazioni jihadiste libiche come il Gruppo dei combattenti islamici libici (LIFG) e che hanno partecipato alla rivolta contro Gheddafi nel 2011. I gruppi più noti sono Anṣār al-Sharīʿa, con una forte presenza a Bengasi, e i gruppi affiliati allo Stato Islamico, che hanno proclamato la creazione in Libia di tre "province" (wilayat) dello Stato Islamico corrispondenti alle tre principali regioni del Paese: Barqa (Cirenaica) nell'Est, Tripoli nell'Ovest e Fezzan nel Sud.
Anṣār al-Sharīʿa in Libia (abbreviato ASL, lett. "Partigiani della Shari'a", nome comune ad altre organizzazioni jihadiste nel mondo arabo), si è ufficialmente formata nel giugno 2012 ed è venuta a dominare il panorama jihadista libico in seguito all'uccisione del diplomatico statunitense Christopher Stevens a Bengasi l'11 settembre 2012. È composta da ex ribelli provenienti da numerose milizie basate in Cirenaica, e si stima che abbia almeno 10 000 membri e simpatizzanti, ma solo un migliaio di combattenti. Ha cercato di ottenere il sostegno locale a Bengasi fornendo servizi sociali alla popolazione. Nel giugno 2014, Anṣār al-Sharīʿa ha formato a Bengasi un'alleanza anti-Haftar con altri gruppi islamisti (tra cui la Brigata dei martiri del 17 febbraio), chiamata Consiglio consultivo dei rivoluzionari di Bengasi. Il 31 luglio, Anṣār al-Sharīʿa ha proclamato la creazione di un emirato islamico a Bengasi, seconda città della Libia. Nel gennaio 2015, il leader di Ansar al-Sharia Mohamed al-Zahawi è morto a causa delle ferite riportate in battaglia. Anṣār al-Sharīʿa ha anche un ramo a Derna, capeggiato dall'ex detenuto di Guantanamo Sufian bin Qumu.

Bandiera dello Stato Islamico

L'autoproclamato Stato Islamico (ISIS) ha approfittato del caos libico per instaurarvi una propria presenza territoriale nella seconda metà del 2014, attratto dalla posizione strategica della Libia nel Nordafrica. La sua espansione in Libia viene tuttavia giudicata più difficile che in Siria e Iraq, a causa dell'estrema frammentazione dei centri di potere in Libia e della mancanza di una polarizzazione settaria tra sunniti e sciiti (quasi tutti i Libici sono sunniti). Nel settembre 2014, Abu Bakr al-Baghdadi ha inviato a Derna un proprio emissario, Abu Nabil al Anbari (poi ucciso da un raid statunitense nel novembre 2015), e in ottobre un gruppo jihadista locale parzialmente in controllo di Derna, il Consiglio dei Giovani Musulmani, ha proclamato la propria fedeltà al califfato, facendo di Derna il primo nucleo della Provincia di Barqa dello Stato Islamico. La città di Derna, che ha circa 100 000 abitanti, era già nota come culla jihadista per aver mandato a combattere in Iraq negli anni Duemila un numero di combattenti pro capite più alto di ogni altra città al mondo, e perché sin dall'inizio della rivolta del 2011 il governo di Gheddafi aveva accusato combattenti di Derna legati ad al-Qa'ida (tra cui Abdul-Hakim al-Hasadi e Sufian bin Qumu) di avervi proclamato un emirato islamico.
Tra gennaio e febbraio 2015, i militanti affiliati all'ISIS in Libia hanno attirato l'attenzione internazionale con una serie di azioni quali un attacco terroristico a un importante hotel nella capitale Tripoli il 27 gennaio, l'espansione del loro controllo territoriale a Nofaliya nel distretto della Sirte e a Sirte stessa tra il 9 e il 13 febbraio, e la pubblicazione di un video raffigurante la decapitazione di 21 egiziani copti il 15 febbraio, con la conseguente reazione militare dell'Egitto, che ha effettuato attacchi aerei contro obiettivi dell'ISIS a Derna. Lo Stato Islamico ha inoltre instaurato basi operative nella regione di confine della Libia sud-occidentale, da cui traffica armi e militanti nei Paesi circostanti del Maghreb e del Sahel.
Un rapporto dell'ONU pubblicato nel novembre 2015 ha stimato il numero dei combattenti dell'ISIS in 2 000-3 000 unità: a Derna sono aumentati da un numero iniziale di 800 nel novembre 2014 a 1 100 nel momento di massima influenza, prima di essere espulsi da buona parte della città nel giugno 2015; da allora molti si sono trasferiti a Sirte, dove sono passati da 200-400 unità nel marzo 2015 a 1 500 nel settembre 2015. I militanti affiliati all'ISIS appartengono a tre gruppi: molti erano membri di organizzazioni radicali già presenti sul territorio (tra cui Anṣār al-Sharīʿa), i quali hanno deciso di dichiarare la loro affiliazione al "califfato" di al-Baghdadi nella seconda metà del 2014 per ottenere maggiore visibilità e legittimità; in parte si tratta di combattenti libici che hanno fatto ritorno in Libia dopo aver combattuto nei territori del "califfato" in Siria e in Iraq (tra questi, la brigata al-Battar, composta da 300 jihadisti libici ritornati a Derna da Deir ez-Zor (Siria) e Mosul (Iraq) nell'aprile 2014); infine, vi sono combattenti stranieri, provenienti soprattutto dal Maghreb.

## Effetti della guerra

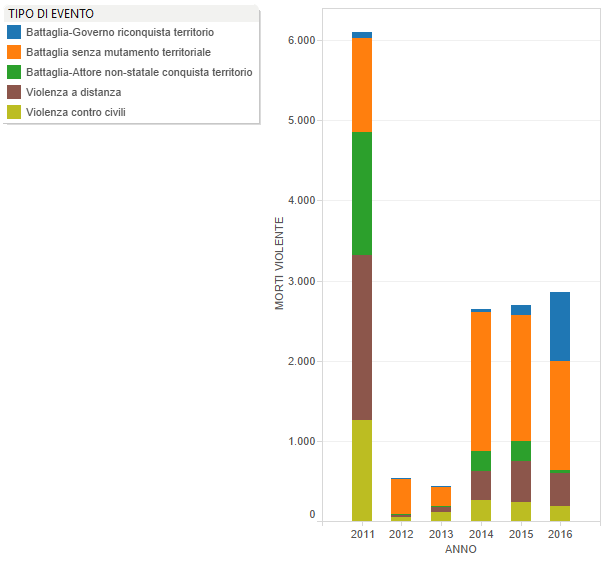
Morti violente legate al conflitto armato in Libia, in base al tipo di evento, 2011-2016. Fonte: ACLED

Secondo Libya Body Count, un'organizzazione non governativa che tiene il conto delle morti violente in Libia registrate dalla stampa, 2 825 persone, tra combattenti e civili, sono morte in Libia a causa dei combattimenti nel 2014, 1 523 nel 2015 e 1 523 nel 2016; secondo ACLED (Armed Conflict Location and Event Data Project), che segue la stessa metodologia, i morti sono stati 2 650 nel 2014, 2 705 nel 2015 e 2 865 nel 2016. Secondo l'ONU, "diffuse violazioni del diritto internazionale dei diritti umani e del diritto internazionale umanitario, e abusi dei diritti umani, sono state commesse da tutte le parti in conflitto in Libia nel 2014 e nel 2015"; le violazioni includono uccisioni illegali, attacchi contro i civili, detenzioni arbitrarie, torture e violenze contro le donne. Il numero di sfollati all'interno del Paese è passato da 80 000 nel maggio 2014 a 435 000 nel maggio 2015, secondo l'UNHCR. Una nuova ondata di rifugiati di nazionalità libica è inoltre arrivata in Tunisia, portando, secondo alcune stime, il numero di libici espatriati in Tunisia dall'inizio della guerra civile nel 2011 a 1,8 milioni, circa un terzo della popolazione libica. L'instabilità e la guerra, abbinate a un contemporaneo aumento del numero di rifugiati nella regione (prevalentemente siriani, a causa della guerra civile siriana), hanno reso le partenze dalle coste libiche verso l'Italia di rifugiati e migranti provenienti da Paesi africani e asiatici più facili e numerose, a causa della mancanza di un'autorità centrale in grado di controllare i porti libici e collaborare con i Paesi europei nel contrasto alle reti in espansione del traffico di migranti. La guerra ha anche costretto alla partenza molti immigrati africani residenti in Libia, essa stessa storicamente un Paese non solo di transito, ma anche di destinazione per i migranti economici africani. Dal 2014 si è così verificata un'impennata nel numero di sbarchi in Italia, principalmente dalla Libia, proseguita nel 2015 nella più ampia crisi europea dei rifugiati: gli sbarchi in Italia sono stati 170 100 nel 2014, prevalentemente di siriani (42 323) ed eritrei (34 329), e 153 842 nel 2015, prevalentemente di eritrei (38 612), nigeriani (21 886) e somali (12 176).

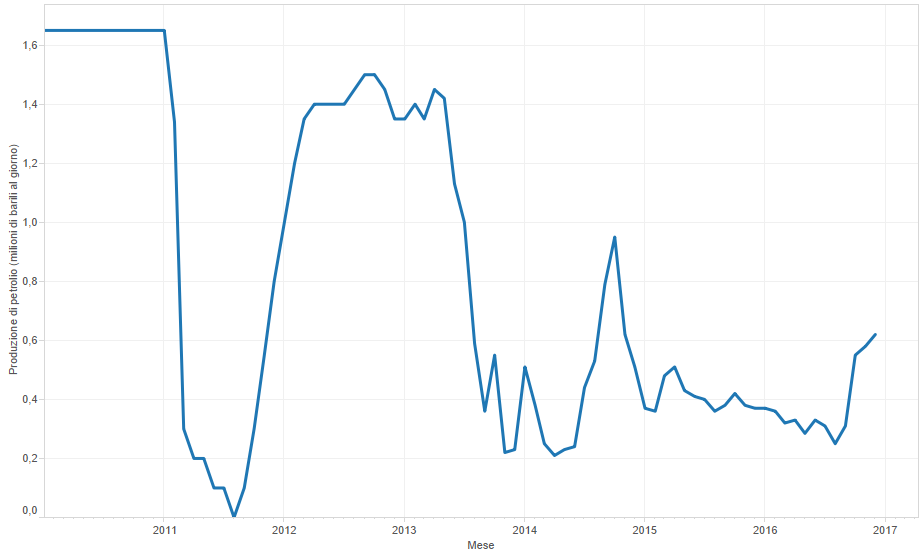
Produzione di petrolio in Libia (in milioni di barili al giorno), 2010-2016. Fonte: U.S. Energy Information Administration

I danni causati dalla guerra all'economia libica sono considerevoli. Ci sono frequenti blackout elettrici e ridotta attività economica. La produzione di petrolio, pilastro dell'economia libica, è crollata da un massimo di 1,4 milioni di barili al giorno nell'aprile 2013 (un valore simile a quello pre-2011) a un minimo di 200 000 barili al giorno nell'aprile 2014; è poi ripresa in parte nella seconda metà del 2014, ma è nuovamente scesa intorno ai 400 000 barili al giorno nel corso del 2015. Nel gennaio 2016, la Compagnia petrolifera nazionale (NOC) ha stimato in 68 miliardi di dollari la perdita di ricavi dal petrolio dal 2013 a causa della diminuita produzione. Le perdite sono state aggravate dal contemporaneo crollo mondiale dei prezzi del petrolio a partire dalla seconda metà del 2014. L'unica compagnia petrolifera straniera che ha continuato a estrarre gas e petrolio nel Paese è stata l'italiana Eni, che gestisce, in particolare, il gasdotto Greenstream. Secondo la Banca Mondiale, il PIL nominale libico si è dimezzato tra il 2012 (82 miliardi di dollari) e il 2014 (41,2 miliardi di dollari). Il deficit pubblico della Libia è stato pari al 44% del PIL nel 2014 e al 54% del PIL nel 2015, uno dei più alti al mondo.